# Alfred Henry Sturtevant
Alfred Henry Sturtevant   (Jacksonville, 21 de novembre de 1891 - Pasadena, 5 d'abril de 1970) va ser un especialista en genètica. Sturtevant va construir el primer mapa genètic dels cromosomes el 1913. Va treballar amb l'organisme model Drosophila melanogaster junt amb Thomas Hunt Morgan. El 1967, Sturtevant va rebre la National Medal of Science.

## Biografia
Alfred Henry Sturtevant va néixer a Jacksonville, Illinois, Estats Units el 21 de novembre de 1891. A partir de 1908 va estudiar a la Universitat de Colúmbia. Es va interessar des de molt jove per l'obra de Gregor Mendel i aviat va publicar una obra sobre els pedigrees dels cavalls vistos a través de la genètica mendeliana. El 1928, ell i la seva família es traslladaren a Pasadena per treballar en el California Institute of Technology, on va ser professor de genètica. Sturtevant també es va interessar per la taxonomia, la política i el periodisme.